# Anetanthus rubra
Anetanthus rubra är en tvåhjärtbladig växtart som beskrevs av L.E. Skog. Anetanthus rubra ingår i släktet Anetanthus och familjen Gesneriaceae. Inga underarter finns listade i Catalogue of Life.